# کوه‌های مرکزی ایران

تصویر هوایی از کوه‌های ایران (اثر والتر میتل‌هولتسر در ۲۵–۱۹۲۴)

رشته‌کوه مرکزی ایران که با نام‌های کمربند آتشفشانی سهند-بزمان، کمان آذرین سهند-بزمان نیز شناخته می‌شود، رشته‌کوهی است که از سنگ‌های آذرین و آذرآواری بیرونی و درونی تشکیل شده‌است. این رشته‌کوه در شرق کوه‌های زاگرس و موازی با آن قرار دارد و با امتداد شمال غربی-جنوب شرقی از کوه سهند در آذربایجان تا کوه بزمان در بلوچستان در جنوب شرق ایران کشیده شده‌است. این رشته‌کوه عمدتاً در فازهای آتشفشانی و کوه‌زایی دوره ترشیاری و فازهای آتشفشان‌خیزی و پولوتونیک دوره ائوسن تشکیل شده‌است.
کوه‌های مرکزی ایران قله‌های معروفی مانند سهند در استان آذربایجان شرقی، کوه کرکس در استان اصفهان، شیرکوه در استان یزد، جبال بارز، کوه هزار و کوه شاه(لاله زار) در استان کرمان و کوه بزمان در استان سیستان و بلوچستان را در بر می‌گیرد.

## موقعیت جغرافیایی

فلات مرکزی ایران

کوه‌های مرکزی ایران از شمال غرب و غرب به رشته کوه‌های زاگرس و از شمال به البرز محدود است و در جنوب آن زمین‌های پست خشک واقع شده و در کرانه‌های شمالی خلیج فارس و دریای عمان ارتفاع آن از سطح دریا به صفر می‌رسد. در مشرق آن دو کویر غیرقابل زیست واقع شده که دشت کویر در شمال و دشت لوت در جنوب واقع است، حاشیه این دو کویر از حوالی کاشان در جنوب تا منطقه بسطام در شمال شاهرود را در بر
می‌گیرد.
کوه‌های مرکزی ایران در امتداد قطر شمال غربی به جنوب شرقی از جنوب استان آذربایجان شرقی شروع شده و تا دامنه‌های باختری کوه بزمان ادامه می‌یابد و در آن‌جا به رشته‌کوه‌های شرقی ایران می‌پیوندد.
طول رشته‌کوه‌های مرکزی ایران حدود ۱۴۶۰ کیلومتر است و عرض آن به‌طور متوسط ۸۰ کیلومتر می‌باشد که در بعضی مناطق گاه به ۴۳۰ کیلومتر (استان کرمان) افزایش می‌یابد و در برخی نواحی به ۳۵ کیلومتر کاهش می‌یابند و در مجموع پهنه‌ایی به وسعت ۱۴۳۰۰۰ کیلومتر مربع را زیر پوشش قرار داده‌است.
بلندترین بخش کوه‌های مرکزی ایران در استان کرمان قرار دارد و کوهستان‌های استان یزد، کاشان و نطنز در مرتبه بعدی قرار می‌گیرند.
مرتفع‌ترین قله فلات مرکزی ایران کوه هزار دارای ۴۵۰۰ متر ارتفاع است.
فلات مرکزی ایران شامل ۳۴٪ از استان کرمان، ۱۸٪ از استان اصفهان، ۱۵٪ استان یزد، ۹٪ استان خراسان، ۶٪ استان مرکزی، ۵٪ استان زنجان، ۵٪ استان سمنان، ۳٪ استان قم، ۲٪ استان همدان و ۱٪ استان هرمزگان می‌شود، که جمعاً ۴۳۲۰۸۴ کیلومترمربع را تشکیل می‌دهد.

## زمین‌شناسی
کوه‌های مرکزی ایران در زون ساختمانی ایران مرکزی قرار دارد. از دید زمین‌شناختی و جغرافیایی، ایران مرکزی یکی از تقسیمات اصلی زمین‌شناسی ایران به‌شمار می‌رود و به شکل مثلثی است که از شرق به بلوک لوت، از شمال به رشته‌کوه‌های البرز و از جنوب به منطقه سنندج – سیرجان محدود می‌شود. آذربایجان در شمال غرب ایران مرکزی قرار گرفته‌است. این واحد زمین‌ساختی پیکره اصلی و میانی فلات ایران را پدیدآورده است.
ایران مرکزی سرزمینی یک‌پارچه و همگن نیست، بلکه در نتیجه عملکرد گسل‌ها به صورت قطعاتی جدا با ویژگی‌های زمین‌شناختی متفاوت است. در هر حال، دو ویژگی عمده در این پهنه حاکم است یکی چین‌خوردگی، دگرگونی و پلوتونیسم شدید مزوزوئیک، و دوم، تکاپوی شدید آتشفشانی سنوزوئیک. این دو ویژگی باعث تمایز صفحه ایران مرکزی از صفحه زاگرس شده‌است.
در مجله ساینس دیلی سال ۲۰۱۵، زمین شناسان به نازک شدن پوستهٔ فلات ایران در اثر تحولات هسته زمین اشاره کرده‌اند. نازک شدن لیتوسفر، باعث بالا آمدن آستنوسفر داغ شده و سبب گسترش پوسته زمین می‌شود.

## کویرها
دشت کویر و دشت لوت در مرکز این فلات قرار دارند. مرکز و بخشی از مشرق فلات ایران پوشیده از صحرایی خشک و بی آب و علف است که از لحاظ شدت دما صحرای آفریقا را به خاطر می‌آورد.
وجود بیابان‌های نمکی یادگار اقیانوس تتیس در فلات ایران است.
رومن گریشمن در کتاب خود دربارهٔ ایران، موقعیت فلات ایران را در دوران بارانی یخبندان وورم، و بعد از آن به ترتیب زیر خلاصه می‌کند:
تحقیقات جدید زمین‌شناسی نشان داده‌است که در زمانی که قسمت اعظم سطح اروپا به وسیله
یخچال‌ها پوشیده شده بود، فلات ایران یک مرحله بارانی را داشته‌است که حتی دره‌های مرتفع نیز در زیر آب قرار داشته‌است. قسمت مرکزی فلات که امروزه یک کویر و شوره‌زار بزرگ است، در آن زمان یک دریاچه وسیع (دریاچه بارانی) یا یک دریای داخلی بوده‌است که رودخانه‌ها از کوه‌های مرتفع به آن می‌ریخته‌اند.

## کوه‌ها
کوه‌های مرکزی ایران به دو دسته تقسیم می‌شوند:
- ارتفاعات پراکنده
- کمربند ارومیه – دختر

### ارتفاعات پراکنده
مهم‌ترین رشته‌کوه‌ها و ارتفاعات پراکنده فلات مرکزی ایران عبارتند از:
- کوه‌های جغتای در شمال سبزوار
- کوه‌های چهل تن در شمال کاشمر و تربت حیدریه

- رشته ارتفاعات بین طبس و کرمان شامل:
- کوه‌های نیزار
- کوه مرغوب
- کوه پلوار با ارتفاع ۴۲۲۹ متر در استان کرمان
- رشید کوه در جنوب دشت کویر
- کوه دربید در شمال شرق یزد
- کوه یخاب در جنوب دریاچه نمک در خراسان جنوبی

### کمربند ارومیه – دختر

نمایش کمربند ارومیه دختر

فعالیت آتشفشانی در ایران مرکزی به نام کمربند آتشفشانی ارومیه – دختر یا آتشفشان‌های سهند – بزمان به صورت رشته کوه‌هایی از آذربایجان (سهند و سبلان) تا بزمان – تفتان در بلوچستان امتداد دارد. این کمربند همان‌طور که اشاره شد ۱۷۰۰ کیلومتر طول و با عرض ۱۰۰ کیلومتر به موازات منطقه رورانده زاگرس گسترش دارد. این کمربند جایگاه اصلی معادن مس کشور می‌باشد.
این کمربند دربرگیرنده رشته کوه‌هایی هستند که در امتداد قطر بزرگ کشور از شمال غرب به جنوب شرق کشیده شده‌اند. شکل‌گیری این کمربند مرتبط با تکوین کمربند کوه‌زایی زاگرس است. این کمربند در شمال به زاگرس متصل می‌شود و در جنوب به آتشفشان تفتان می‌پیوندد و از این طریق به پهنه مکران و رشته کوه‌های شرق ایران متصل است.
- کوه جوپار

-۴۱۵۰ متر در استان کرمان
- شیرکوه

- ۴۰۵۰ متر در استان یزد
- کوه نشانه بحرآسمان ساردوئیه

- ۳۸۸۶ متر در استان کرمان
- کوه کرکس

- ۳۸۷۰ متر در استان اصفهان
- کوه خَبر

- ۳۸۵۶ متر در استان کرمان
- کوه باغ بالا

- ۳۷۷۳ متر در استان کرمان
- جبال بارز

- ۳۷۵۰ متر در استان کرمان
- کوه محمدآباد

- ۳۵۹۲ متر (منبع شماره ۶)

## آب و هوا
کوه‌های مرکزی ایران نیز مانند کوه‌های شرقی، تقریباً بایرند. نواحی مرتفع این کوه‌ها به علت ارتفاع نسبتاً زیاد، دارای آب و هوای کوهستانی است. به علت اختلاف دما بین این کوهستان با دشت‌های مجاور، بادهای محلی مختلفی در نواحی مرکزی ایران تولید می‌شود. رطوبت اندکی که به دلیل ارتفاع زیاد، از جریان‌های غربی یا جنوبی دریافت می‌شود به اعتدال نسبی هوا در نواحی مرتفع و کوهپایه‌ها کمک می‌کند و موجب اسکان مردم و تشکیل روستاها و شهرهای مختلف در دامنه‌ها و کوهپایه‌های این کوه‌ها شده‌است.

## مهاجرت از فلات مرکزی
معاون امور جنگل سازمان جنگل‌ها و مراتع کشور در گفتگو با خبرگزاری مهر تأکید می‌کند: به دلیل گرم شدن هوا و تغییرات اقلیمی جهان و همچنین حفر غیرکارشناسی تعداد زیادی چاه آب در فلات مرکزی، مهاجرت اکولوژیک به شمال ایران و شمال زاگرس اتفاق افتاده‌است و همین مسئله باعث شده که برای حفظ سطح ایستایی فعلی تلاش برای نگهداری پوشش زاگرس و البرز بیشتر مورد توجه قرار بگیرد. با توجه به مشکلات آبخوان داری که در کشور وجود دارد مردم در برخی شهرهای فلات مرکزی ایران در سال ۹۵ با کمبود آب مواجه بودند.